# Висота звуку
Висота́ зву́ку — суб'єктивна оцінка якості звуку. Залежить, головним чином, від частоти звукових коливань. Чим більше частота коливань, тим вище звук. Для звуків з неперіодичними коливаннями (шумів) визначення висоти звуку ускладнено.
У музичній практиці розрізняють звуки з визначеною висотою та невизначеною висотою (див. також звук музичний). Висота звуку визначається частотою коливань основного тону (незалежно від амплітуди коливань складових) і фіксується як нота. Звуковисотна шкала поділяється на октави, октава поділяється на 12 півтонів. Звуковисотна шкала є логарифмічною — звуки, що відстоять один від одного на октаву зв'язані співвідношенням 1 : 2, звуки, що відстоять на півтону в темперованому строї зв'язані співвідношенням 1 : {\displaystyle {\sqrt[{1/12}]{2}}}, тому арифметична різниця частот коливань сусідніх нот буде меншою в низькому регістрі й більшою у високому регістрі.

## Ноти і частота коливань
Нижче подано таблицю відповідності музичних звуків частоті коливань їх основних тонів згідно зі стандартом А = 440 Гц,
| Тон   | Субконтроктава | Контроктава | Велика октава | Мала октава | Перша октава | Друга октава | Третя октава | Четверта октава | П'ята октава |
| ----- | -------------- | ----------- | ------------- | ----------- | ------------ | ------------ | ------------ | --------------- | ------------ |
| H♯/C  | 16,35          | 32,70       | 65,41         | 130,81      | 261,63       | 523,25       | 1046,50      | 2093,00         | 4186,01      |
| C♯/D♭ | 17,32          | 34,65       | 69,30         | 138,59      | 277,18       | 554,37       | 1108,73      | 2217,46         | 4434,92      |
| D     | 18,35          | 36,71       | 73,42         | 146,83      | 293,66       | 587,33       | 1174,66      | 2349,32         | 4698,64      |
| D♯/E♭ | 19,45          | 38,89       | 77,78         | 155,56      | 311,13       | 622,25       | 1244,51      | 2489,02         | 4978,03      |
| E/F♭  | 20,60          | 41,20       | 82,41         | 164,81      | 329,63       | 659,26       | 1318,51      | 2637,02         | 5274,04      |
| E♯/F  | 21,83          | 43,65       | 87,31         | 174,61      | 349,23       | 698,46       | 1396,91      | 2793,83         | 5587,65      |
| F♯/G♭ | 23,12          | 46,25       | 92,50         | 185,00      | 369,99       | 739,99       | 1479,98      | 2959,96         | 5919,91      |
| G     | 24,50          | 49,00       | 98,00         | 196,00      | 392,00       | 783,99       | 1567,99      | 3135,96         | 6271,93      |
| G♯/A♭ | 25,96          | 51,91       | 103,83        | 207,65      | 415,30       | 830,61       | 1661,22      | 3322,44         | 6644,88      |
| A     | 27,50          | 55,00       | 110,00        | 220,00      | 440,00       | 880,00       | 1760,00      | 3520,00         | 7040,00      |
| A♯/B  | 29,14          | 58,27       | 116,54        | 233,08      | 466,16       | 932,33       | 1864,66      | 3729,31         | 7458,62      |
| H/C♭  | 30,87          | 61,74       | 123,47        | 246,94      | 493,88       | 987,77       | 1975,53      | 3951,07         | 7902,13      |

## Стандарти звуковисотної настройки
В музичній практиці для настройки музичних інструментів використовують камертон. Як правило використовують камертони, що настроюють на звук «ля» першої октави, якій в сучасній музичній практиці відповідає частоті коливань основного тону 440 гц. Цей стандарт іноді позначається як «A440». Проте в історії музики цей стандарт коливався в значних межах. Наприклад, камертони, якими користувався Гендель, датовані 1740 роком, настроювались як A =  422.5 Hz, а пізніше, в 1780, як A =  409 Hz, майже півтоном нижче. Деякі сучасні колективи використовують дещо інші стандарти звуковисотності, наприклад Нью-Йоркський філармонічний оркестр та Бостонський симфонічний оркестр використовують A = 442 Hz.
Існують також транспонуючі інструменти, партії яких пишуться вище або нижче від їх реального звучання на певний інтервал. Наприклад, кларнет або труба, нота, позначена в нотах як «до», звучатиме як «сі-бемоль», тобто на тон нижче.

## Діапазони музичних інструментів та голосів
В музичній практиці кожен інструмент, а також голос вокаліста характеризується діапазоном, що визначається нижньою і верхньою доступною для виконання нотою. Діапазони найпоширеніших музичних інструментів і академічних голосів можна представити такою таблицею: